# Paul Kyung Sang Lee
Paul Kyung Sang Lee (ur. 1 listopada 1960 w Seulu) – koreański duchowny katolicki, biskup pomocniczy Seulu od 2024.

## Życiorys

### Prezbiterat
Święcenia kapłańskie otrzymał 12 lutego 1988 i został inkardynowany do archidiecezji seulskiej. Był m.in. sekretarzem wykonawczym i sekretarzem generalnym Fundacji Edukacji Katolickiej, kapelanem i wiceprzewodniczącym Katolickiego Centrum Medycznego, a także wikariuszem sądowym i proboszczem parafii w Gaepo-dong.

### Episkopat
24 lutego 2024 papież Franciszek mianował go biskupem pomocniczym archidiecezji seulskiej ze stolicą tytularną Germania in Numidia.
11 kwietnia 2024 otrzymał święcenia biskupie w Katedrze Najświętszej Maryi Panny i św. Mikołaja w Seulu. Udzielił mu ich arcybiskup Seulu Peter Chung Soon-taek. 